# Homohadena incomitata
Homohadena incomitata är en fjärilsart som beskrevs av Harvey 1875. Homohadena incomitata ingår i släktet Homohadena och familjen nattflyn. Inga underarter finns listade i Catalogue of Life.